# Brief aan den koning
Brief aan de koning is een open brief van Multatuli uit september 1872, waarin hij koning Willem III verzoekt om geen oorlog tegen de sultan van Atjeh te beginnen.

## Achtergrond en inhoud
Aanleiding voor de brief was de troonrede van 17 september 1872. Daarin werd gesteld dat de toestand in Oost Indië "bevredigend" was. Het leger wist het gezag "met rede" te handhaven al zou het leger mogelijk wel uitgebreid moeten worden "in tijden van gevaar". Multatuli klom meteen in de pen. De kern van zijn brief was de toestand in de Oost:
Uw Gouverneur-Generaal, Sire, staat op het punt, onder gezochte voorwendsels, hoogstens op grond van kunstig geprovoceerde reden, den oorlog te verklaren aan den Sultan van Atjeh, met het voornemen dien Souverein te beroven van zyn erfdeel. Sire, dit is noch dankbaar, noch edelmoedig, noch eerlyk, noch verstandig.
Multatuli's voorspelling kwam uit, tot in de details. Aanvankelijk reageerde de pers voorzichtig op de brief. Maar dat veranderde na het uitbreken van de oorlog met Atjeh. Een stortvloed aan artikelen en pamfletten kwam op gang, van zowel voor- als tegenstanders. Maar het was duidelijk dat Multatuli, met zijn Brief aan den koning, het startschot had gegeven voor deze discussie.
De brief is later ook opgenomen in Ideeën IV. Ook in Ideeën V komt Multatuli terug op de situatie in Atjeh.